# Bataliony rozpoznawcze
Batalion rozpoznawczy (br) – samodzielny pododdział wojsk lądowych przeznaczony do zdobywania i dostarczania dowódcy informacji o przeciwniku, skutkach prowadzonych działań i terenie.

## Struktura br w Wojsku Polskim

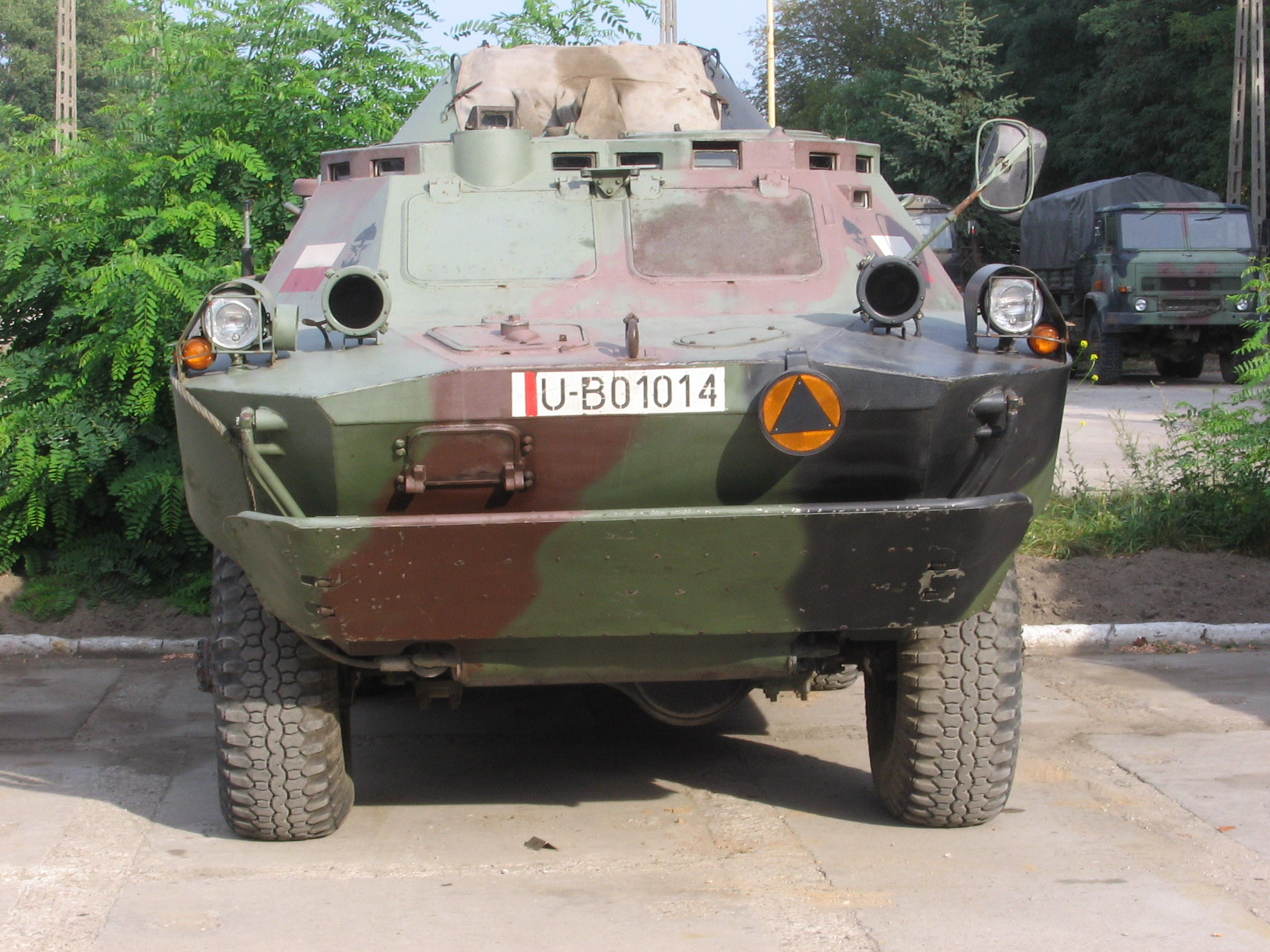
Pojazd rozpoznawczy kr – BRDM-2

### Struktura i wyposażenie w 1999
- dowództwo batalionu[1][a]
  - sztab batalionu
  - grupa analizy danych
    - dowódca GAD
    - 4 oficerów
    - 3 oficerów tłumaczy
    - kierowca radiotelefonista
    - kierowca
- 1 kompania rozpoznawcza (44)
  - drużyna dowodzenia (7)
    - szef kompanii
    - technik kompanii
    - radiotelegrafista- zwiadowca
    - kierowca-mechanik
    - zwiadowca
    - kierowca samochodu ct –sanitariusz

  - trzy plutony rozpoznawcze (12)
    - trzy drużyny rozpoznawcze (4)
- 2 kompania rozpoznawcza (49)
  - drużyna dowodzenia (7)
  - 1 pluton rozpoznawczy na BWR (18)
    - trzy drużyny rozpoznawcze (6)

  - 2 pluton rozpoznawczy na BRDM (12)
    - trzy drużyny rozpoznawcze (4)

  - 3 pluton rozpoznawczy PSNR
    - trzy drużyny rozpoznawcze (4)
- 3 kompania rozpoznawcza
  - drużyna dowodzenia (7)
  - dwa plutony rozpoznawcze na motocyklach (10)
    - drużyna rozpoznawcza (5)

  - pluton rozpoznawczy na samochodach o-t (21)
    - trzy drużyny rozpoznawcze (7)
- kompania rozpoznania radioelektronicznego
- pluton łączności
- pluton rozpoznania skażeń
- logistyka

| Wyszczególnienie                        | 1 kr | 2 kr | 3 kr | batalion |
| --------------------------------------- | ---- | ---- | ---- | -------- |
| żołnierze                               | 44   | 49   | 48   |          |
| wóz dowodzenia BRDM–5                   | 4    | 2    |      |          |
| samochód rozpoznawczy BRDM-2            | 6    | 6    |      |          |
| BWR                                     |      | 3    |      | 3        |
| BRDM-2rs                                |      |      |      | 3        |
| samochód o-t                            |      |      | 4    |          |
| motocykl MZETZ –250                     |      |      | 16   |          |
| stacja radiolokacyjna PSNR-5            |      | 3    |      | 3        |
| 9 mm pistolet P-83                      | 6    | 6    | 12   |          |
| 9 mm pm wz. 63 Rak                      | 10   | 13   | 23   |          |
| karabinek                               | 21   | 27   | 25   |          |
| karabinek AKMŁ                          | 6    | 6    | 3    |          |
| 7,62 mm ręczny karabin maszynowy RPK    | 3    | 2    | 2    |          |
| 7,62 mm ręczny karabin maszynowy RPKN   | 3    | 1    | 1    |          |
| ręczny granatnik przeciwpancerny RPG-7  | 6    | 5    | 6    |          |
| ręczny granatnik przeciwpancerny RPG-7N | 3    | 2    | 1    |          |
| dalmierz laserowy ŁPR                   | 3    | 2    | 9    |          |
| radiostacja UKF kompanijna              | 10   | 7    | 15   |          |
| samochód ciężarowo - terenowy           | 1    | 1    | 1    |          |

### Struktura i wyposażenie w 1986
batalion rozpoznawczy  (329)
- dowództwo i sztab (26)
- kompania rozpoznawcza na BRDM (40)				
  - dowódca kompanii–dowódca transportera
  - obsługa wozu dowódcy kompanii (3)
  - dwa plutony rozpoznawcze (12)
  - pluton rozpoznawczy płetwonurków (13)

- kompania rozpoznawcza na BWP (70)
  - dowódca kompanii–dowódca BWP
  - obsługa wozu dowódcy kompanii
  - trzy plutony rozpoznawcze (21)

- kompania specjalna (35)				
  - dowódca kompanii
  - instruktor spadochronowy
  - szef kompanii
  - kierowca-układacz spadochronów
  - drużyna łączności (6)
  - pięć grup specjalnych (5)

- kompania rozpoznania radioelektronicznego (62)
- dowódca kompanii
  - szef kompanii
  - kierowca
  - grupa analizy informacji (7)
  - pluton rozpoznania systemów radiolokacyjnych (11)
  - pluton rozpoznania radiowego UKF (25)
  - pluton namierzania radiowego UKF (16)

- pluton technicznego rozpoznania pola walki (12)
  - trzy drużyny trpw (4)

- pluton łączności (24)
  - drużyna dowodzenia (8) z wozem dowodzenia R-3
  - 3 drużyny radiowe (10)
  - drużyna remontu sprzętu (3)
  - punkt wymiany poczty polowej (2)

- pluton remontowy (25)
- pluton zaopatrzenia (30)
- pluton medyczny (5)

| Wyszczególnienie   | 1 kr | 2 kr | ks | krrel | pltrpw | plł | plzaop | plrem | plm | br  |
| ------------------ | ---- | ---- | -- | ----- | ------ | --- | ------ | ----- | --- | --- |
| żołnierze          | 40   | 70   | 35 | 62    | 12     | 24  | 30     | 25    | 5   | 329 |
| wóz dowodzenia R-3 |      |      |    |       |        | 1   |        |       |     | 1   |
| BRDM-2             | 10   |      |    |       |        |     |        |       |     | 10  |
| BWP                | 10   |      |    |       |        |     |        |       |     | 10  |
| namiernik R-363    |      |      | 3  |       |        |     |        |       |     | 3   |
| 3 stacje PSNR      |      |      |    |       | 3      |     |        |       |     | 3   |
| BRDM-1             |      |      |    |       | 3      |     |        |       |     | 3   |
| warsztat Ł-1       |      |      |    |       |        | 1   |        |       |     | 1   |
| samochód c-t       |      |      | 1  |       |        |     |        |       |     |     |
| samochód o-t       |      |      | 1  |       |        |     |        |       |     |     |
| radiostacja R-118  |      |      |    |       |        | 1   |        |       |     | 1   |
| radiostacja R-118K |      |      |    |       |        | 2   |        |       |     | 2   |
| radiostacja R-105  |      |      |    |       | 5      |     |        |       |     |     |
| radiostacja R-107  |      |      | 13 |       |        |     |        |       |     |     |
| radiostacja R-352  |      |      | 10 |       |        |     |        |       |     |     |
| radiostacja R-354  |      |      | 7  |       |        |     |        |       |     |     |
| odbiornik R-254    |      |      | 10 |       |        |     |        |       |     |     |
| radiostacja R-126  | 10   | 10   |    |       |        |     |        |       |     |     |

### Bataliony rozpoznawcze od 1945 do 1968

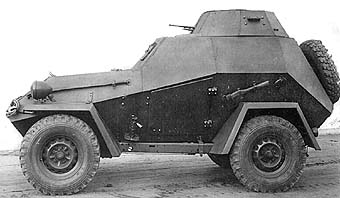
BA-64

W okresie powojennym Wojsko Polskie przechodziło szereg zmian organizacyjnych ukierunkowanych na dostosowanie struktur do  czasu pokoju. W dniu zakończenia wojny, w strukturze 1 Drezdeńskiego Korpusu Pancernego znajdował się 2 motocyklowy batalion rozpoznawczy.
Batalion miał w swoim składzie: kompanię piechoty zmotoryzowanej, kompanię czołgów, kompanię motocyklistów, baterię artylerii przeciwpancernej oraz pluton łączności i pluton remontowy. Liczył 287 żołnierzy, a jego uzbrojenie stanowiło: 11 czołgów lekkich T-70, 5 samochodów pancernych BA-64 i 4 armaty przeciwpancerne 57 mm.
W marcu 1949, z istniejących dotychczas jednostek wojsk pancernych, utworzono dwie dywizje pancerne i dwie dywizje piechoty zmotoryzowanej. W etatach tych dywizji znalazł się batalion rozpoznawczy. Składał się z kompanii motocyklistów, kompanii czołgów, kompanii piechoty zmotoryzowanej oraz plutonu dowodzenia, plutonu saperów i plutonu technicznego. Jego podstawowe uzbrojenie stanowiło 10 czołgów średnich T-34/85 i 5 samochodów pancernych BA-64.
W połowie 1950 dywizje pancerne i piechoty zmotoryzowanej przeformowano w dywizje zmechanizowane. W ich składzie pozostał batalion rozpoznawczy. Jesienią 1954 w dywizjach zmechanizowanych typu „B” bataliony rozpoznawcze zaczęto redukować do szczebla kampanii, by rok później przywrócić w nich szczebel batalionu.

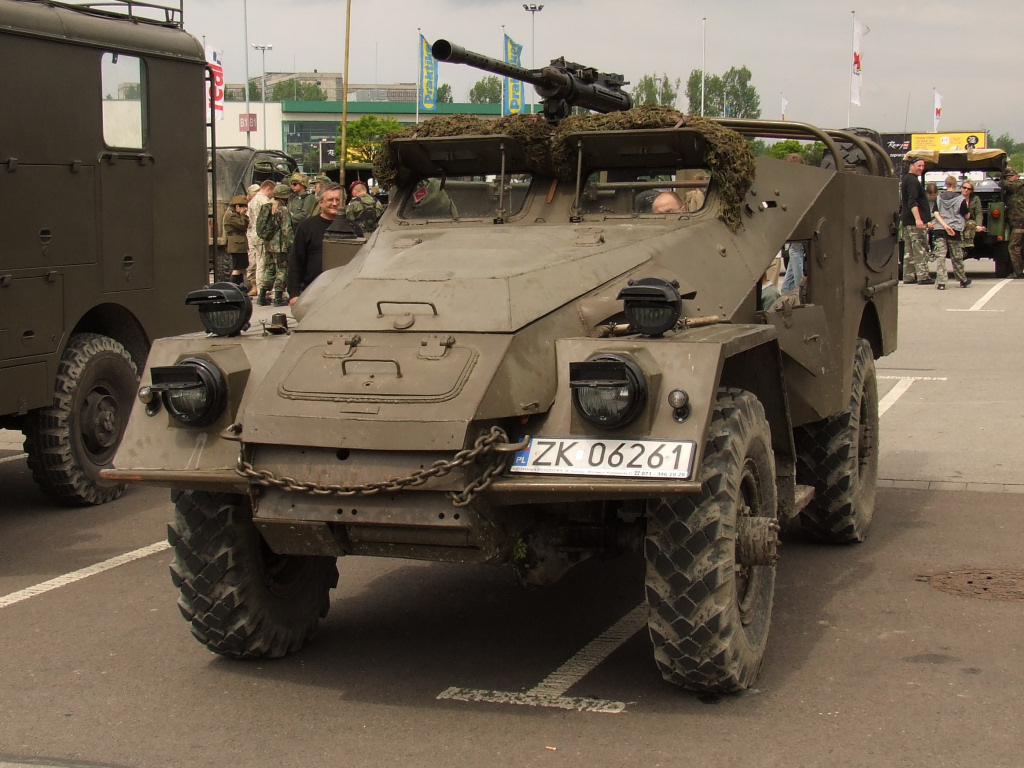
BTR-40

Podjęta w marcu 1957 decyzja o zmniejszeniu liczebności WP znosiła podział dywizji na typy. W tym czasie batalion rozpoznawczy składał się z: kompanii rozpoznawczej, kompanii czołgów średnich, kompanii piechoty zmotoryzowanej, plutonu przeciwlotniczego, plutonu motocykli i samochodów osobowo-terenowych i plutonu łączności. Stan etatowy wynosił 262 żołnierzy. Sprzęt bojowy batalionu stanowiło: 10 czołgów średnich T-54A, a od listopada 1957 – 7 czołgów średnich i 3 czołgi pływające PT-76 oraz 3 transportery opancerzone BTR-40. W ramach batalionu rozpoznawczego szkoliły się również pułkowe kompanie rozpoznawcze.
Latem 1958 w części batalionów rozpoznawczych, w kompanii czołgów zmniejszono liczbę plutonów czołgów średnich z trzech do dwóch, a w zamian wprowadzono nowy pluton czołgów pływających. Rok później bataliony rozpoznawcze otrzymały nowe etaty. Dywizyjne bataliony rozpoznawcze zredukowane zostały do szczebla kompanii.
W sierpniu 1961 wprowadzono etaty „szkolnej” dywizji zmechanizowanej. W 15 DZ zorganizowano „szkolny” batalion rozpoznawczy. Posiadał on w swoim składzie trzy kompanie szkolne, skadrowaną kompanię wsparcia i pluton transportowy.
Wiosną 1968 na nowe etaty pokojowo-wojenne zaczęto przenosić dywizje pancerne. W nowej strukturze, w miejsce dywizyjnych kompanii rozpoznawczych, odtwarzano bataliony rozpoznawcze.